# Paul Greengrass
Paul Greengrass  (Cheam, Surrey; 13 de agosto de 1955) es un director de cine, guionista y productor británico. 

## Carrera
Debutó en la dirección con Resurrected en 1989 y tras pasar varios años trabajando en producciones para televisión realizó Extraña petición en 1998, aunque no sería hasta 2002 cuando se diese a conocer al gran público con la afamada Bloody Sunday, película que repasa los acontecimientos del Domingo sangriento con un estilo casi documental que se hizo característico en su filmografía.
Posteriormente realizó The Bourne Supremacy, secuela de The Bourne Identity, donde continuaba las andanzas y el proceso de autodescubrimiento del amnésico espía Jason Bourne. En 2006 realiza United 93, película en la que retoma su estilo casi documental para narrar los hechos sucedidos en el vuelo que durante los atentados del 11-S acabó estrellado en Pensilvania tras frustrarse el ataque al Capitolio gracias a los pasajeros. Pero su mayor éxito a nivel internacional le llegó en el año 2007, con la película El ultimátum de Bourne, la cual ganó tres premios Óscar.
Como productor y guionista fue autor de Omagh, película que relata el atentado perpetrado en 1998 en Omagh, Irlanda del Norte.

## Filmografía

### Cine y televisión
- News of the World (2020)
- 22 de julio (2018)
- Jason Bourne (2016)
- Captain Phillips (2013)
- Green Zone (2010)
- The Bourne Ultimatum (2007)
- United 93 (2006)
- The Bourne Supremacy (2004)
- Domingo sangriento (2002)
- The Murder of Stephen Lawrence (1999) (TV)
- Extraña petición (1998)
- The Fix (1997) (TV)
- The One That Got Away (1996) (TV)
- Kavanagh QC (1995) (TV)
- Open Fire (1994) (TV)
- When the Lies Run Out (1993) (TV)
- Resurrected (1989)

## Premios y nominaciones
Premios Óscar
| Año  | Categoría      | Película  | Resultado |
| ---- | -------------- | --------- | --------- |
| 2007 | Mejor director | United 93 | Nominado  |

Premios BAFTA
| Año  | Categoría                | Película             | Resultado |
| ---- | ------------------------ | -------------------- | --------- |
| 2007 | Mejor director           | The Bourne Ultimatum | Nominado  |
| 2006 | Mejor película británica | United 93            | Nominado  |
| 2006 | Mejor director           | United 93            | Ganador   |
| 2006 | Mejor guion original     | United 93            | Nominado  |

Festival Internacional de Cine de Venecia
| Año  | Categoría     | Película    | Resultado |
| ---- | ------------- | ----------- | --------- |
| 2018 | Premio SIGNIS | 22 de julio | Ganador   |

Festival Internacional de Cine de San Sebastián
| Año  | Categoría                        | Película | Resultado |
| ---- | -------------------------------- | -------- | --------- |
| 2004 | Premio del jurado al mejor Guion | Omagh    | Ganador   |